# William Carlos Williams

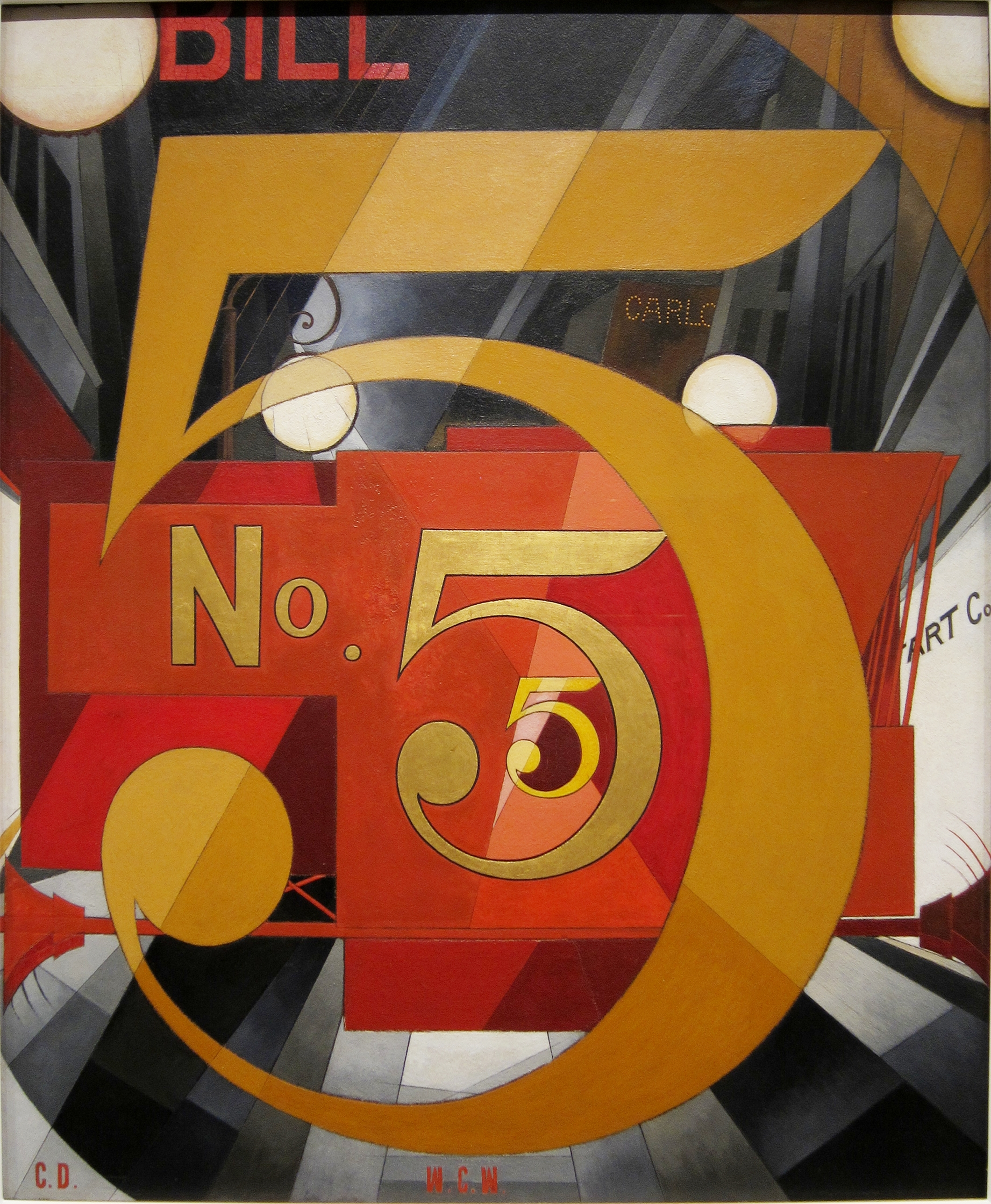
I Saw the Figure 5 in Gold av Charles Demuth 1928.
The Great Figure
Among the rain
and lights
I saw the figure 5
in gold
on a red
firetruck
moving
tense
unheeded
to gong clangs
siren howls
and wheels rumbling
through the dark city.
William Carlos Williams 1920.

William Carlos Williams, född 17 september 1883 i Rutherford, New Jersey, död 4 mars 1963 i Rutherford, New Jersey, var en amerikansk poet nära förbunden med modernism och imagism. Han var även allmänpraktiserande barnläkare utbildad vid University of Pennsylvania. Williams "lade ner mer arbete på att vara författare än på att vara läkare"; men under sin långa levnad utmärkte sig Williams som både och. 1950 blev han den förste att tilldelas det nyinstiftade amerikanska litteraturpriset National Book Award i kategorin poesi och i maj 1963 tilldelades han postumt det lika prestigefyllda Pulitzerpriset för diktsamlingen Pictures from Brueghel and other poems (1962).

## Liv och verksamhet
William Carlos Williams föddes som barn till en far från England och en mor från Puerto Rico. Efter avslutad grundläggande skolgång vid 14 års ålder skickades han 1897 till en skola i närheten av Genève och till Lycée Condorcet i Paris. Väl tillbaka i New York gick han Horace Mann High School och kom därefter in vid University of Pennsylvanias medicinska fakultet 1902.
Williams gifte sig med Florence Herman (1891–1976) år 1912, sedan han först friat till hennes äldre syster men fått nej. De skaffade hus i Williams hemstad Rutherford, New Jersey, och kort efter utgavs hans första riktigt seriösa diktsamling, The tempers (1913). Under en resa i Europa 1924 träffade paret författarna Ezra Pound och James Joyce. Deras båda söner stannade kvar i Europa ett år på samma sätt som William och hans bror hade gjort i sin tidiga ungdom.
Trots att han arbetade som läkare kunde Williams även verka som författare. Hans författarskap består av noveller, dikter, pjäser, romaner, essäer, en självbiografi, översättningar och korrespondens. Han skrev kvällstid och tillbringade lediga dagar med vänner i New York City - författare som Wallace Stevens, Marianne Moore, Evelyn Scott och Nathanael West och konstnärer som Charles Demuth, Marcel Duchamp och Francis Picabia. Han var en del av den litterära imagismen men utvecklade snart idéer som skilde sig från hans gelikar Ezra Pound och H.D.. Senare i livet gjorde Williams uppläsningar runt om i USA och höll föredrag i olika ämnen.
Vid en tidpunkt i sin karriär försökte Williams skapa dikter som var exakta och konkreta framställningar av upplevelser, så han undvek symbolik och metaforer till förmån för ett enkelt språk.
På så sätt tillkom hans 31 ord långa dikt The Great Figure  som hans vän konstnären Charles Demuth visualiserade i sin målning I Saw the Figure 5 in Gold. Williams dikt minner om en kväll när han gick ner Ninth Avenue i New York på väg till målaren Marsden Hartleys studio. Ljuden, en siren som ylar och hjulen som mullrar, och bilden av regn, ljus, brandbil, en mörk stad och siffran 5 i guld. Enligt uppgift skrev Williams dikten, precis där på gatan, den natten. 

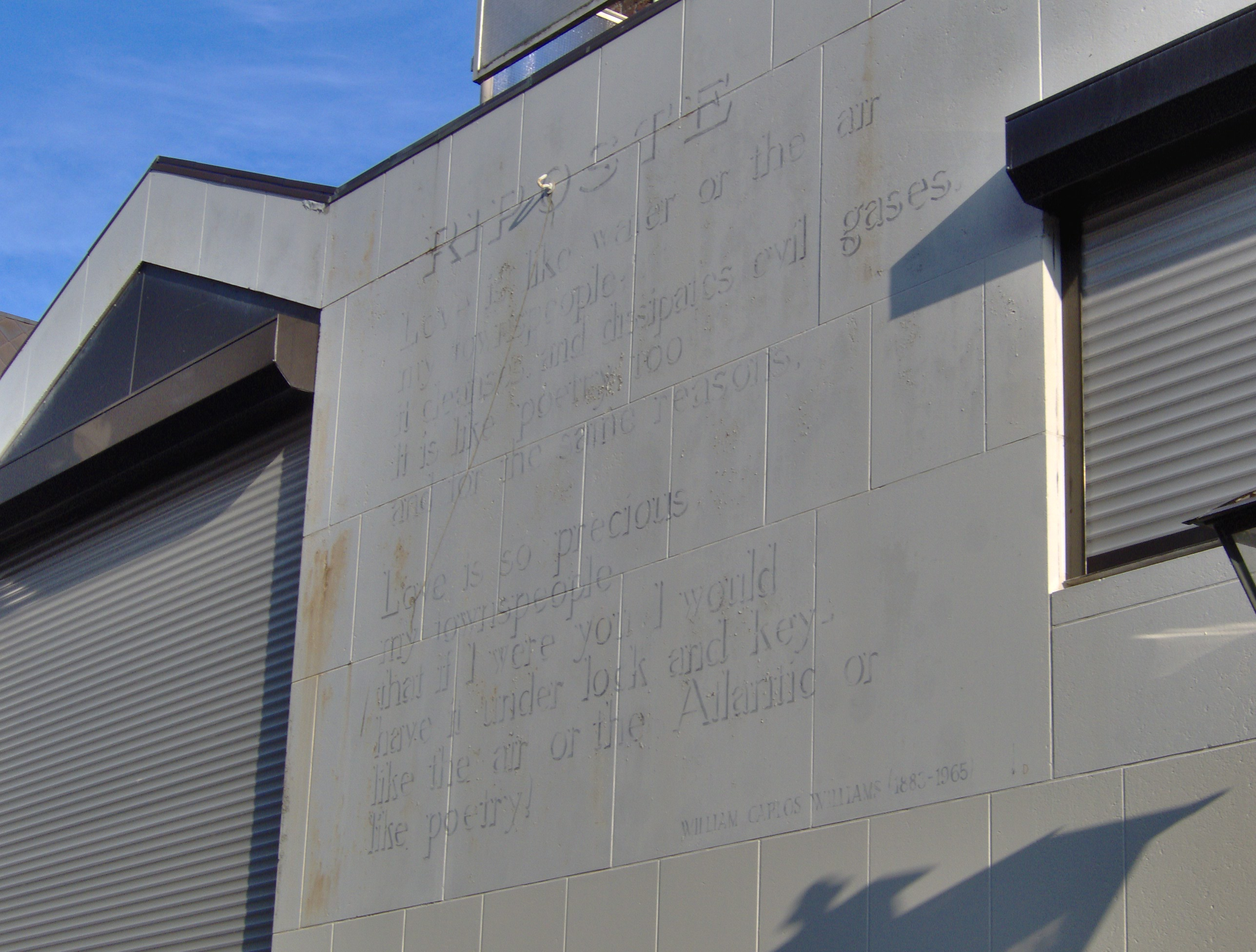
William Carlos Williams dikt Riposte som väggdikt på Breestraat 81 i den holländska staden Leiden.

Under första världskriget, då ett stort antal europeiska konstnärer slog sig ner i New York City, blev Williams bekant med tidens avantgarde, bestående av återvändande amerikaner som Man Ray liksom europeiska flyktingar som Francis Picabia och Marcel Duchamp. 1915 började Williams förknippas med en grupp konstnärer och författare i New York kallad The Others. Grundad av Man Ray bestod gruppen av bland andra Wallace Stevens, Mina Loy, Marianne Moore and Duchamp. I detta sammanhang kunde Williams få inblick i konstformer som kubism, futurism, dadaism och ny saklighet, vilket kan kasta lite ljus över hans egen produktion. Hans medverkan i The Others gjorde Williams till en nyckelfigur inom USA:s tidiga modernism.
Williams delade inte alls Ezra Pounds och T. S. Eliots distanserat upphöjda, lärda persona-teknik, inte heller deras flitiga bruk av citat på många olika språk eller klassiska allusioner, som i The Waste Land av Eliot eller Cantos av Pound. Williams föredrog att hämta sina teman från ett levande "här och nu".
| ”                                | Ett skrynkligt stycke brunt papper ungefär av en människas storlek och omfång rullade långsamt med vinden runt och runt på gatan då en bil körde över det och pressade det platt mot marken. Olikt en människa reste det sig igen och rullade med vinden runt runt och blev som det var förut. | „ |
| – William Carlos Williams, 1937. | |   |

Det lokala livet var för Williams en väsentlig utgångspunkt för hans dikt och någonting att upptäcka och betona istället för att förbise. I sitt omfångsrika, närmast episka verk Paterson (publicerat mellan 1946 och 1958) skildrade han staden Patersons - strax intill Williams hemstad Rutherford - historia och befolkning samtidigt som han undersökte diktarens roll i det amerikanska samhället. Williams sammanfattade sin poetiska metod i den ytterst kända sentensen "Inga idéer utom i ting" vilken återfinns i dikten Ett slags sång (1943) och i Paterson. Sentensen är svår att översätta med bevarad enkelhet och självklarhet, men den närmast medicinska och naturvetenskapliga sakligheten som betonas är Williams poetiska idiom, liksom tanken att föreställningar eller idéer hör samman med och är inneboende i diktens sakförhållanden.

## Verk

### Svenska
- Dikter. I urval och översättning av Stewe Claeson och Åke Nylinder. Bo Cavefors Bokförlag, 1974. ISBN 91-504-0360-5
- Medicinen, Amerika och dikten. Ett prosaurval av Stewe Claeson och Åke Nylinder. Bo Cavefors Bokförlag, 1976. ISBN 91-504-0421-0

## Filmer
- 26 Summer Street (1996) bygger på berättelsen The Girl with a Pimply Face av William Carlos Williams.
- Paterson (2016) av Jim Jarmusch.

### Fotnoter
1. ↑  Richard Colgan, 2009, s 120.
2. ↑  WILLIAM CARLOS WILLIAMS Arkiverad 23 juli 2011 hämtat från the Wayback Machine.
3. ↑  ”Mrs. William Carlos Williams.”. The New York Times. 20 maj 1976. https://www.nytimes.com/1976/05/20/archives/mrs-william-carlos-williams.html. Läst 20 april 2008.
4. ↑  Ripost från 1917 finns med i det svenska urvalet 1974:
Kärlek är som vatten eller som luften
kära medborgare;
den renar, och befriar från stank.
Den liknar poesi också
och av samma skäl.

Kärleken är så dyrbar
kära medborgare
att om jag vore ni skulle jag
förvara den bakom lås och bom -
som luften eller Atlanten eller
som poesi!
5. ↑  En läsbar version av väggdikten Riposte i Leiden och ytterligare uppgifter. Arkiverad 13 december 2011 hämtat från the Wayback Machine. muurgedichten.nl
6. ↑  Dikten heter Villkoret i översättning av Stewe Claeson och Åke Nylinder, "Dikter" (Bo Cavefors Bokförlag, 1974)
7. ↑  Svensk översättning i Dikter, s. 54. I original lyder den "(No ideas / but in things)".